# Langlaufen op de Paralympische Winterspelen 1976
De Ie Paralympische Winterspelen werden in 1976 gehouden in Örnsköldsvik, Zweden. Nederland nam niet deel aan deze Paralympische Spelen.
Het Langlaufen stond samen met het alpineskiën als enige twee sportdisciplines op het programma. Bij de mannen overheersten de Finnen bij de vrouwen waren het de Zweden die de meeste prijzen in de wacht sleepten.

## Mannen
| Rank | Land | Tijd    |
| ---- | ---- | ------- |
| 1    | FIN  | 56:08   |
| 2    | SWE  | 1:00:14 |
| 3    | FRG  | 1:02:54 |

| Rank | Land | Tijd    |
| ---- | ---- | ------- |
| 1    | FIN  | 1:54:27 |
| 2    | FRG  | 1:59:51 |
| 3    | AUT  | 2:10:28 |

| Rank | Land | Tijd    |
| ---- | ---- | ------- |
| 1    | NOR  | 1:52:30 |
| 2    | FIN  | 1:56:42 |
| 3    | SWE  | 1:58:33 |

### 5 km
| Klasse |       | land | Goud              | land | Zilver         | land | Brons           |
| ------ | ----- | ---- | ----------------- | ---- | -------------- | ---- | --------------- |
| I      | 20:38 | FIN  | Pertti Sankilampi | FIN  | Otto Malkki    | FIN  | Tauno Seppaenen |
| II     | 19:21 | SWE  | Bertil Lundmark   | FIN  | Kalle Tiusanen | FIN  | Erkki Kukkanen  |
| III    | 19:18 | FIN  | Teuvo Sahi        | FRG  | Walter Klenk   | FRG  | Edmund Zahner   |
| IV B   | 26:02 | FIN  | Reino Vesander    | FRG  | Ernst Schwarz  | FRG  | Adolf Fritsche  |

### 10 km
| Klasse |       | land | Goud              | land | Zilver           | land | Brons           |
| ------ | ----- | ---- | ----------------- | ---- | ---------------- | ---- | --------------- |
| I      | 39:19 | FIN  | Pertti Sankilampi | FIN  | Otto Malkki      | FIN  | Tauno Seppaenen |
| II     | 38:15 | SWE  | Bertil Lundmark   | FIN  | Kalle Tiusanen   | FIN  | Erkki Kukkanen  |
| III    | 39:44 | FIN  | Teuvo Sahi        | FRG  | Edmund Zahner    | FIN  | Raimo Hiiri     |
| IV B   | 49:24 | FIN  | Reino Vesander    | FRG  | Adolf Fritsche   | FRG  | Ernst Schwarz   |
| A      | 45:10 | SUI  | Germain Oberli    | NOR  | Jarle Johnsen    | FIN  | Mauno Sulisalo  |
| B      | 37:40 | NOR  | Morten Langeroed  | SWE  | Sven-Ivar Martin | NOR  | Terje Hansen    |

### 15 km
| Klasse |         | land | Goud             | land | Zilver            | land | Brons          |
| ------ | ------- | ---- | ---------------- | ---- | ----------------- | ---- | -------------- |
| A      | 1:05:03 | NOR  | Jarle Johnsen    | SWE  | Ingemar Lundquist | SUI  | Germain Oberli |
| B      | 56:34   | NOR  | Morten Langeroed | SWE  | Sven-Ivar Martin  | NOR  | Terje Hansen   |

## Vrouwen

### 3x5 km A-B
| Rank | Land | Tijd    |
| ---- | ---- | ------- |
| 1    | SWE  | 1:09:35 |
| 2    | NOR  | 1:10:22 |
| 3    | FIN  | 1:17:43 |

### 5 km
| Klasse |       | land | Goud                | land | Zilver            | land | Brons            |
| ------ | ----- | ---- | ------------------- | ---- | ----------------- | ---- | ---------------- |
| I      | 38:47 | NOR  | Vigdis Bente Mordre |      |                   |      |                  |
| II     | 49:40 | CAN  | Lorna Manzer        |      |                   |      |                  |
| III    | 24:42 | FRG  | Dorothea Neuweiler  | FIN  | Aino Turpeinen    | FRG  | Ellen Sjodin     |
| A      | 25:35 | SWE  | Birgitta Sund       | SWE  | Gunhild Sundstrom | SWE  | Marianne Edfeldt |
| B      | 25:44 | SWE  | Karin Gustavsson    | NOR  | Reidun Laengen    | SWE  | Astrid Nilsson   |

### 10 km
| Klasse |         | land | Goud                | land | Zilver            | land | Brons            |
| ------ | ------- | ---- | ------------------- | ---- | ----------------- | ---- | ---------------- |
| I      | 1:14:09 | NOR  | Vigdis Bente Mordre |      |                   |      |                  |
| III    | 50:31   | FRG  | Dorothea Neuweiler  | FIN  | Aino Turpeinen    | FRG  | Ellen Sjodin     |
| A      | 48:49   | SWE  | Birgitta Sund       | SWE  | Gunhild Sundstrom | SWE  | Marianne Edfeldt |
| B      | 47:12   | NOR  | Reidun Laengen      | SWE  | Astrid Nilsson    | SWE  | Karin Gustavsson |

## Deelnemende landen Langlaufen 1976
- NOR
- FIN
- SWE
- FRG
- UGA
- YUG
- AUT
- SUI
- FRA
- USA
- GBR
- BEL
- POL
- TCH
- CAN

Alpineskiën · Langlaufen
1976 · 1980 · 1984 · 1988 · 1992 · 1994 · 1998 · 2002 · 2006 · 2010 · 2014